# モンタサン
モンタサンは1960年代後半に中央競馬で走った日本の競走馬。モンタヴァルを父に持つ血統とクラシック三冠での一連の経緯から「不運の名馬」と呼ばれた。

## 来歴
1966年デビュー。6戦目となる朝日盃3歳ステークスにレコードタイムで優勝し、啓衆賞の最良3歳牡馬を受賞。
1967年春、クラシック三冠を前にオープン競走に出走し、京成杯と東京4歳ステークスを連勝してきたホウゲツオーを相手に勝利。しかし長引く馬丁ストライキの最中に体調を崩し、皐月賞と東京優駿ではともに単勝4番人気に推されたが敗退。北海道で馬主の知人から脊椎の治療を受けて復調し、セントライト記念でニツトエイトを2分の1馬身抑えレコードタイムで優勝。その5日後の10月6日、菊花賞に向けて京都競馬場に移動したが、10月11日夜、飼料に付着していた農薬にあたり激しい下痢と熱発を起こし、出走を断念。
1968年にオープン競走を3連勝。このうち6月に行われた東京競馬場スタンド新築記念（芝2000メートル）は、特別競走ながら重賞に匹敵する賞金（1着600万円）が設定されていた。1969年2月には不良馬場で行われた京王盃スプリングハンデキャップで優勝。天皇賞・春を目指したが、軽い捻挫のため出走を回避。
27戦して重賞3勝を含む12勝を挙げ、レコードタイムを複数回記録した一方で、2着が7回あった。八大競走では1968年の有馬記念で4着となった以外はふるわなかった。
1970年の出走を最後に種牡馬となったが、目立った成績を挙げることはできなかった。

## 特徴
気性が悪く、担当厩務員によれば「調子が狂い出すと白い歯を見せて食ってかかる」。1969年の日本経済賞（2着）では2コーナー過ぎで急に後退した（日本経済新聞記者の小堀孝二は「バカツキ」と表現している）が、主戦騎手だった油木宣夫によればこれは「いつもの悪い癖」が出たためだという。ゴール近くになると気を抜く面を持っていた。油木は京王盃スプリングハンデキャップ後のインタビューで「自在の脚質だけれど先行した方が安心できる」と述べている。

## 人気面
ラジオ関東アナウンサーの窪田康夫は、雑誌『優駿』に寄稿したセントライト記念の観戦記で本馬のファンについて「一種異常なまでの打ち込み方」「ファンというよりも信者といった方がぴったりくるような声援の送り方」とその熱狂ぶりを記している。彼らは「モンタサン党」とも称された。
著名人にも熱心なファンがいた。寺山修司は『優駿』誌上で本馬を幾度も話題に取り上げ、1968年の有馬記念においても本馬の優勝を予想した。大橋巨泉は寺山の死に際してサンケイスポーツのコラムで寺山とともに“惚れた”馬として本馬の名を挙げ、本馬が出走した東京優駿当日のエピソードを記した。
当時、文化放送アナウンサーだった御法川法男の芸名「みのもんた」は本馬に肖って命名されたことで知られる。

## 血統表
| モンタサンの血統（ブランドフォード系 / Blandford4×5=9.38%） | モンタサンの血統（ブランドフォード系 / Blandford4×5=9.38%） | モンタサンの血統（ブランドフォード系 / Blandford4×5=9.38%） | （血統表の出典）      | （血統表の出典） |
| 父 *モンタヴアル Montaval 1953 鹿毛                         | 父の父Norseman 1940 鹿毛                                    | Umidwar                                                     | Blandford             | Blandford        |
| 父 *モンタヴアル Montaval 1953 鹿毛                         | 父の父Norseman 1940 鹿毛                                    | Umidwar                                                     | Uganda                |                  |
| 父 *モンタヴアル Montaval 1953 鹿毛                         | 父の父Norseman 1940 鹿毛                                    | Tara                                                        | Teddy                 | Teddy            |
| 父 *モンタヴアル Montaval 1953 鹿毛                         | 父の父Norseman 1940 鹿毛                                    | Tara                                                        | Jean Gow              |                  |
| 父 *モンタヴアル Montaval 1953 鹿毛                         | 父の母Ballynash 1946 鹿毛                                   | Nasrullah                                                   | Nearco                | Nearco           |
| 父 *モンタヴアル Montaval 1953 鹿毛                         | 父の母Ballynash 1946 鹿毛                                   | Nasrullah                                                   | Mumtaz Begum          |                  |
| 父 *モンタヴアル Montaval 1953 鹿毛                         | 父の母Ballynash 1946 鹿毛                                   | Ballywellbroke                                              | Ballyferis            | Ballyferis       |
| 父 *モンタヴアル Montaval 1953 鹿毛                         | 父の母Ballynash 1946 鹿毛                                   | Ballywellbroke                                              | The Beggar            |                  |
| 母 リユウリキ 1959 鹿毛                                     | 母の父ヒカルメイジ 1954 黒鹿毛                              | Bois Roussel                                                | Vatout                | Vatout           |
| 母 リユウリキ 1959 鹿毛                                     | 母の父ヒカルメイジ 1954 黒鹿毛                              | Bois Roussel                                                | Plucky Liege          |                  |
| 母 リユウリキ 1959 鹿毛                                     | 母の父ヒカルメイジ 1954 黒鹿毛                              | *イサベリーン                                               | Canon Law             | Canon Law        |
| 母 リユウリキ 1959 鹿毛                                     | 母の父ヒカルメイジ 1954 黒鹿毛                              | *イサベリーン                                               | Legal Tender          |                  |
| 母 リユウリキ 1959 鹿毛                                     | 母の母ヤマトチカラ 1953 鹿毛                                | クモハタ                                                    | トウルヌソル          | トウルヌソル     |
| 母 リユウリキ 1959 鹿毛                                     | 母の母ヤマトチカラ 1953 鹿毛                                | クモハタ                                                    | 星旗                  |                  |
| 母 リユウリキ 1959 鹿毛                                     | 母の母ヤマトチカラ 1953 鹿毛                                | ヤマトナデシコ                                              | プリメロ              | プリメロ         |
| 母 リユウリキ 1959 鹿毛                                     | 母の母ヤマトチカラ 1953 鹿毛                                | ヤマトナデシコ                                              | オーグメント F-No.7-c |                  |

- 1964年の秋の天皇賞と有馬記念に優勝したヤマトキヨウダイは、本馬の母・リユウリキの1歳下の弟である。
- 3代母ヤマトナデシコは1947年の中山記念（秋）勝ち馬。
- 4代母オーグメント（競走馬名アスベル）は、共に天皇賞の前身である帝室御賞典と優勝内国産馬連合競走の勝ち馬。
- 7代母アストニシメントは小岩井農場の基礎輸入牝馬の一頭。